# Auge des Tigers
Auge des Tigers ist das dritte Studioalbum des deutschen Rappers Majoe. Es erschien am 10. Februar 2017 beim Independent-Label Banger Musik. Unter anderem sind Farid Bang, MoTrip, KC Rebell und Kollegah auf dem Album mit Gastbeiträgen vertreten.

## Hintergrund
Die beiden Album zuvor, Breiter als der Türsteher und dessen Fortsetzung Breiter als 2 Türsteher, erreichten beide hohe Chartpositionen, unter anderem Platz eins in den von GfK Entertainment ermittelten deutschen Charts.
Ende Dezember 2016 gab er die Produzenten und Feature-Gäste auf seiner offiziellen Facebook-Seite bekannt. Es folgte am 6. Januar 2017 die Titelliste.
Produzenten waren unter anderem Juh-Dee und Gorex, die schon vorher mit Majoe über Farid Bangs Label Banger Musik zusammengearbeitet haben und auf weiteren Produktionen von Labelmitgliedern vertreten sind.

## Titelliste

### Album
| #  | Titel                                    | Länge |
| -- | ---------------------------------------- | ----- |
| 1  | Auge des Tigers                          | 2:29  |
| 2  | Mitreden                                 | 3:51  |
| 3  | Silberner Ferrari (feat. Farid Bang)     | 4:43  |
| 4  | Sidechick                                | 3:09  |
| 5  | Atme aus                                 | 3:24  |
| 6  | Narben (feat. MoTrip)                    | 3:09  |
| 7  | Stresserblick 2 (feat. Kurdo)            | 3:02  |
| 8  | MA                                       | 2:59  |
| 9  | Draußen (feat. Jasko)                    | 3:53  |
| 10 | Lass uns gehen (feat. KC Rebell)         | 3:03  |
| 11 | Aus Hatern werden Fans                   | 3:11  |
| 12 | Blutrote Augen (feat. Philippe Heithier) | 2:59  |
| 13 | Heut’ Nacht                              | 3:12  |
| 14 | Blind (feat. Summer Cem)                 | 4:12  |
| 15 | Wenn die Sonne aufgeht                   | 3:01  |
| 16 | Danke (feat. Philippe Heithier)          | 3:14  |

### Gipfeltreffen EP
| # | Titel                                                                               | Länge |
| - | ----------------------------------------------------------------------------------- | ----- |
| 1 | EWDRG (feat. Farid Bang, KC Rebell, Jasko, Summer Cem, 18 Karat & Play69)           | 5:20  |
| 2 | Ich will mehr (feat. Kollegah)                                                      | 2:46  |
| 3 | Keiner ausser uns (feat. Summer Cem)                                                | 2:36  |
| 4 | Mitternacht                                                                         | 2:55  |
| 5 | Eiskalt                                                                             | 2:38  |
| 6 | Banger Imperium (feat. Farid Bang, KC Rebell, Jasko, Summer Cem, 18 Karat & Play69) | 4:51  |

## Rezeption
Das Album erhielt gemischte Kritiken. Oliver Marquart vom Hip-Hop-Magazin rap.de urteilt, dass bei den Feature-Tracks mit Philippe Heithier „die Grenze zum Kitsch das ein oder andere Mal klar überschritten“ wird. Trotzdem sei das Album „souverän produziert“ und Majoe sei einer, „der sich weiterentwickelt hat, sich auf seine Stärken verlässt, aber auch hin und wieder kleinere Experimente wagt und vor Annäherungen an den musikalischen Mainstream nicht zurückschreckt.“
Die Rezensentin Anastasia Hartleib von der E-Zine Laut.de teilt diese Einschätzung nicht und vergibt zwei von fünf Sternen. Sie bewertete das Album überwiegend negativ: Majoe gebe sich im Titeltrack „emotional dramatisch“, aber eine textliche Verbesserung sei hier zumindest noch nicht zu erkennen. Sie resümiert: „Majoe würde gerne auch mal über etwas anderes rappen“. Mehr noch, es falle „schwer zu glauben, dass ein Farid Bang das wirklich abgesegnet hat.“
Auch auf MZEE wurde das Album recht negativ bewertet. In der Kritik des Autors Benjamin Borowitza heißt es: „Standardisierte, wenig erfrischende Texte auf Realtalk-Basis oder aus der Banger Musik-Retorte, gepaart mit einer oft zu monotonen Stimmlage entziehen dem Werk jegliche Innovation oder Kreativität.“